# This Pretty Face
This Pretty Face è un singolo della cantautrice britannica Amy Macdonald, pubblicato il 19 luglio 2010 dall'etichetta discografica Mercury Records in Regno Unito. La canzone è inclusa nel secondo album della cantante, intitolato A Curious Thing.

## Video musicale
Il video musicale del pezzo è stato pubblicato sul canale di YouTube della cantante nel giugno 2010. In esso, Amy è in un supermercato chiamato Supermacs. Lei ha un carrello e sta facendo la spesa, prendendo dagli scaffali vari prodotti. Poi guarda una rivista, e la celebrità che appare sulla copertina si trova nel supermercato col suo cane da borsetta. Nel frattempo arriva un paparazzo che inizia a fotografarla. Però, verso la fine del video, un'altra persona famosa entra nel supermercato, e il paparazzo perde interesse sulla prima e inizia a scattare foto alla seconda. Con questo video la cantante vuole comunicare che molta gente famosa diventa gente normale non appena i media perdono interesse su di lei perché hanno trovato un altro "bel viso".

## Tracce
CD singolo (Regno Unito)
1. This Pretty Face
2. Give It All Up
3. Born to Run
4. Spark

## Classifiche
| Classifica (2010) | Posizione massima |
| ----------------- | ----------------- |
| Austria           | 73                |
| Belgio (Fiandre)  | 64                |
| Belgio (Vallonia) | 68                |